# 多苞冷水花
多苞冷水花（学名：Pilea bracteosa）为荨麻科冷水花属的植物。分布在缅甸、不丹、尼泊尔、印度、锡金以及中国大陆的云南、西藏等地，生长于海拔1,800米至2,800米的地区，多生在河谷溪边林下，目前尚未由人工引种栽培。